# Комплексное плавание
Комплексное плавание — плавательная дисциплина, в ходе которой спортсмены плывут поочерёдно четырьмя разными стилями.

## Индивидуальное комплексное плавание
Порядок стилей в комплексном плавании:
- Баттерфляй
- На спине
- Брасс
- Вольный стиль

В программу Олимпийских игр входят две дистанции комплексного плавания как у мужчин, так и у женщин — 200 метров и 400 метров. На дистанции 200 метров участники проплывают в 50-метровом бассейне по 50 метров каждым стилем, в заплыве вдвое длинней — по 100 метров каждым стилем.
Дистанция 400 м появилась на Олимпийских играх в 1964 году в Токио. Дистанция 200 м комплексным плаванием была впервые включена в программу Игр на Олимпиаде 1968 года в Мехико, однако затем её исключили, после чего она вернулась в олимпийскую программу в 1984 году в Лос-Анджелесе. В 25-метровых бассейнах проводятся также старты на неолимпийской дистанции 100 метров.

## Комбинированная эстафета
Это плавательная эстафета, в ходе которой четыре участника команды поочерёдно плывут четырьмя разными стилями. Порядок стилей отличается от порядка в индивидуальном комплексном плавании:
- На спине
- Брасс
- Баттерфляй
- Вольный стиль (де-факто кроль)

В программу Олимпийских игр входит одна комбинированная эстафета 4×100 метров, как у мужчин, так и у женщин. Впервые она появилась в программе Игр на Олимпиаде 1960 года в Риме. Существует также комбинированная эстафета 4×50 метров, проводится как в длинных, так и в коротких бассейнах, не входит в олимпийскую программу. Другие дистанции встречаются довольно редко.